# Cachoeira Grande
Cachoeira Grande là một đô thị thuộc bang Maranhão, Brasil. Đô thị này có diện tích 705,636 km², dân số năm 2007 là 8856 người, mật độ 12,55 người/km².